# Ari Boyland
Ari Boyland (* 10. August 1987 in Lower Hutt, Neuseeland) ist ein neuseeländischer Schauspieler.

## Leben
Bekannt geworden ist Ari Boyland in seiner Rolle des KC aus der Serie The Tribe. Er wirkte in den Staffeln 1–3 und mit einem kurzen Auftritt in der fünften Staffel in seiner Rolle als KC, der eine Art Schützling von Lex (Caleb Ross) ist, mit. Ari Boyland wirkte ebenfalls beim Musikvideo und Album Abe Messiah, in der Dokumentation The Making of The Tribe im Jahr 1999 sowie in der aus dem Jahr 2001 stammende englische Dokumentation A Date With the Tribe mit.
Während er die New Zealand Children's Academy besuchte, hatte er eine kleine Rolle in der von Cloud 9 produzierten Serie Revelations - The Initial Journey und im Disney Channel Original Movie You Wish! sowie in verschiedenen Theater- und Musicalproduktionen in Neuseeland.
Im August 2008 spielte Boyland im Theaterstück White Trash Omnibus, Geschrieben und unter der Regie von Patrick Graham, mit. Er hatte außerdem eine Rolle in der neuseeländischen Serie Go Girls, die ebenfalls auf einen Theaterstück von Patrick Graham basiert. 2009 spielte er die Rolle des Flynn McAllistair in der Kinderserie Power Rangers: RPM.

## Filmografie

### Serien
- The Tribe (1999–2003) – KC
- Revelations (2002)
- Power Rangers RPM (2009) – Flynn McAllistair
- Shortland Street (2010–2011) – Brodie Kemp
- Go Girls (2010) – Scott Smart
- Power Rangers Samurai (2011) – Vulpes (Stimme)

### Filme
- 2004: You Wish!
- 2013: Blood Punch